# جون فيرغسون (سياسي كندي، مواليد 1756)
جون فيرغسون هو قاضي وسياسي كندي، ولد في 1756، وتوفي في 1830. انتخب Member of the Legislative Assembly of Upper Canada ‏ عن دائرة Frontenac County ‏ (1800 – 1804).